# Uniwersytet Wisconsin w Milwaukee
Uniwersytet Wisconsin w Milwaukee (ang. University of Wisconsin–Milwaukee) – amerykański uniwersytet publiczny znajdujący się w Milwaukee w stanie Wisconsin.
Od 2006 uczelnia oferuje 155 programów różnego stopnia, w tym 84 programów licencjackich, 48 programów magisterskich i 22 programy doktorskie. Kształci około 28 tys. studentów.
Zespoły sportowe uniwersytetu nazywane są Panterami (Panthers). Wszystkie 15 drużyn rywalizuje w NCAA Division I. Pantery zajmują 64 miejsce w klasyfikacji sportowej na 336 drużyn.

## Nauka
Jest jednym z dwóch uniwersytetów publicznych w stanie Wisconsin przyznających stopnie doktorskie. W 2006 roku budżet uniwersytetu wynosił 45,3 miliona dolarów oraz otrzymał on 145,9 milionów dolarów pomocy federalnej, kontraktów i stypendiów.
W skład uczelni wchodzą:

### Kolegium Inżynierii i Nauk Stosowanych

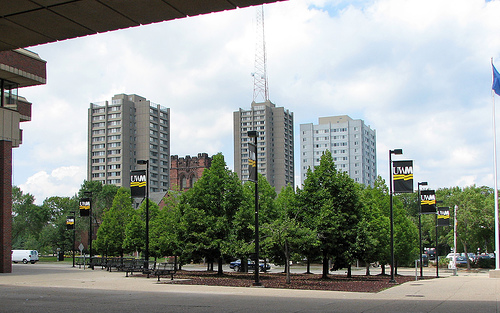
Sandburg Residence Halls

Kolegium Inżynierii i Nauk Stosowanych (University of Wisconsin-Milwaukee College of Engineering and Applied Science) oferuje program nauczania, po którym student może otrzymać stopień licencjacki, magisterski i doktorski w inżynierii cywilnej, elektrotechnice, inżynierii przemysłowej, inżynierii materiałów, budowie maszyn i informatyki.
Do najbardziej znanych absolwentów college'u należą:
- Phil Katz ('84, BS Computer Science), programista komputerowy, twórca PKZIP
- Cheng Xu
- Scott Yanoff ('93 BS Computer Science), pionier internetu.

### Szkoła Edukacji
Szkoła Edukacyjna (University of Wisconsin-Milwaukee School of Education) oferuje kształcenie na poziomie niższym (undergraduate, odpowiednik studiów licencjackich), na dziewięciu kierunkach i dodatkowo czternaście kierunków o specjalizacji na poziomie doktorskim. Program nauczania został doceniony przez U.S. News & World Report i znalazł się wśród 3% najlepszych uczelni Fundacji Carnegie.
Do najbardziej znanych absolwentów tego kierunku należą:
- Martin Haberman – renomowany nauczyciel, profesor uniwersytetu
- Golda Meir – czwarty prezes Rady Ministrów Izraela, jeden z założycieli państwa Izrael
- Bruce Weber – trener męskiej drużyny koszykówki Uniwersytetu Illinois w Urbanie i Champaign

### Szkoła Architektury, Planowania i Urbanistyki
Szkoła Architektury, Planowania i Urbanistyki (University of Wisconsin-Milwaukee School of Architecture and Urban Planning) oferuje kształcenie na poziomie licencjackim, magisterskim i doktorskim. W jej murach naukę podejmuje 800 studentów.
Szkoła znajduje się w Budynku Architektury w miasteczku uniwersyteckim. Zajmuje on powierzchnię 143 000 stóp kwadratowych i jest jednym z największych budynków uniwersytetu.
Szkoła została sklasyfikowana w pierwszej dwudziestce najlepszych szkół w Stanach Zjednoczonych według U.S. News and World Report.
Wydział Projektowania został również sklasyfikowany w pierwszej dwudziestce i na drugim miejscu w środkowym zachodzie. W kategorii programów nowatorskich zajął trzecie miejsce.
Do najbardziej znanych absolwentów tego wydziału należą:
- Amos Rapoport
- Thomas Vonier

### Szkoła Biznesu im. Sheldon B. Lubar
Szkoła Biznesu (Sheldon B. Lubar School of Business) mieści się w budynku Lubar Hall w miasteczku uniwersyteckim. Szkoła oferuje trzy stopnie edukacji na poziomie licencjackim, magisterskim i doktorskim. Uczęszcza do niej ponad 4000 studentów. Budynek jest siedzibą Centrum Innowacji Technologicznych, Deloitte & Touche Center, Instytutu Helen Bader oraz Centrum Bostrom dla Biznesu Konkurencyjnego, Innowacji i Przedsiębiorczości.
Program Management Information Systems (MIS), według którego odbywa się nauka w szkole, został sklasyfikowany przez Association for Information Systems na 19 miejscu w Stanach Zjednoczonych i na 24 miejscu na świecie.

### Pozostałe wydziały
- College of Health Sciences
- College of Letters and Science
- College of Nursing
- Graduate School
- Helen Bader School of Social Welfare
- Peck School of the Arts
- School of Information Studies

## Miasteczko uniwersyteckie
Miasteczko uniwersyteckie położone jest na 93 akrach w górnym East Side. Uważa się je za jedno z najbezpieczniejszych kampusów w Wisconsin. Miasteczko mieści się w pięciu budynkach położonych nad brzegiem jeziora Michigan, w odległości 10 min od centrum Milwaukee. Budynki kampusu położone są względem siebie w kształcie litery „L” i podzielone na trzy dziedzińce: centralny (środkowy), zachodni i północny.

### Dziedziniec Północny
Północna strona dziedzińca graniczy z Downer Woods, lesistym obszarem i centrum konserwacji. Po zachodniej stronie Dziedzińca Północnego znajdują się Sandburg Residence Halls, kompleks czterech wysokich akademików. Na osiedlu tym mieszka 2 700 studentów.
W centralnej części Dziedzińca Północnego znajduje się Centrum Klotsche i jego pawilon, w którym są pomieszczenia rekreacyjne i sale sportowe. Obok znajduje się Enderis Hall, w której swoją siedzibę ma College Nauki o Zdrowiu, Szkoła Edukacji, School of Information Studies i Helen Bader School of Social Welfare.
Wschodnia strona Dziedzińca Północnego jest grupą starych czerwonych budynków, w tym Holton Hall, Merrill Hall, Johnston Hall, Sabin Hall i innych. Budynki te zostały nabyte przez uniwersytet na potrzeby miasteczka uniwersyteckiego.

### Dziedziniec Centralny

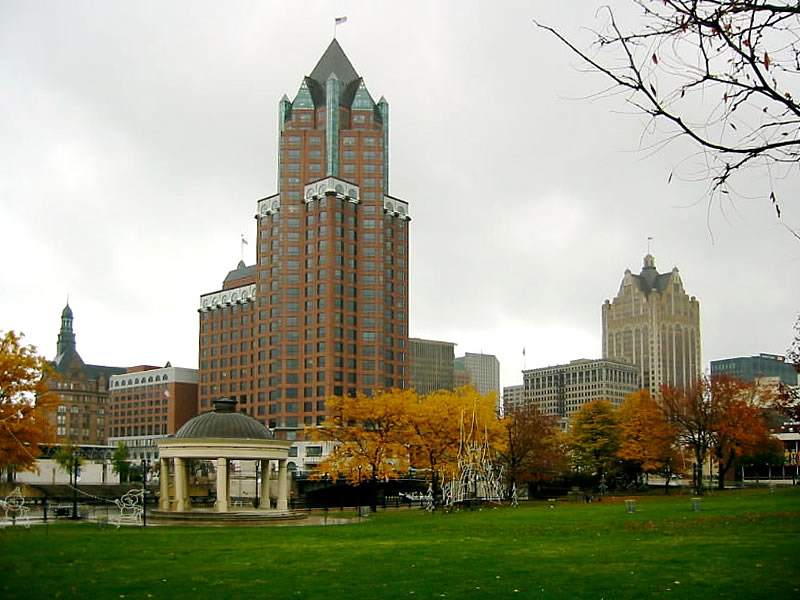
Miasteczko w Milwaukee

W północnej części Dziedzińca Centralnego znajduje się biblioteka Uniwersytetu Wisconsin w Milwaukee. Składa się ona z trzech części: skrzydła zachodniego, wschodniego i centrum konferencyjnego na ostatnich piętrach. Zachodnie i wschodnie skrzydło zostały dobudowane, w 1967 i 1974, jako oddzielne budynki. Zostały następnie połączone przez przejście w suterenie (pomostami na drugim i trzecim piętrze).
Północne połączenia wschodniego i zachodniego skrzydła oraz czwarte piętro konferencyjne zostały dobudowane w 1987. W 1979 biblioteka została nazwana imieniem Goldy Meir, czwartej premier Izraela, która uczęszczała na uniwersytet w Milwaukee.
W południowej części Dziedzińca Centralnego znajduje się Związek Uniwersytetu Wisconsin w Milwaukee, centrum działalności studenckiej. Biblioteka Goldy Meir na północy i budynek Związku na południu są połączone przez Ernest Spaights Plaza. Po zachodniej stronie Ernest Spaights Plaza znajduje się Bolton Hallnie, w którym swoje siedziby mają wydziały socjologii, antropologii, politologii, ekonomii, urbanistyki i geografii.
Na zachód od Bolton Hall znajduje się Lubar Hall, siedziba Szkoły Biznesu Sheldona B. Lubara. Jest to czteropiętrowy budynek z salami wykładowymi o łącznej powierzchni 150 000 stóp kwadratowych, z laboratoriami komputerowymi i przestrzennymi biurami. Szkoła może pomieścić 2 000 studentów w jednym czasie.
Budynek został zbudowany w 1995 i rok później nazwany Lubar Hall (na cześć Sheldon B. Lubar, biznesmena, obywatela i filantropa Milwaukee). Lubar był założycielem i przewodniczącym Lubar & Company, Inc. Budynek został wyposażony przez firmę energetyczną Wisconsin Electric Power Company w automatyczny system oświetleniowy i kontroli temperatury. Ponadto w budynku znajduje się prawie 200 biur, trzy sale wykładowe z 750 miejscami łącznie, dziesięć klas w kształcie litery „U”, siedem klas w kształcie łuku, klasa Executive MBA, trzy laboratoria komputerowe i dwa poziomy podziemnego parkingu.
We wschodniej części Ernest Spaights Plaza znajduje się budynek Muzyki, budynek Teatru i Mellencamp Hall. Główne budynki na wschodniej stronie centralnego dziedzińca, włącznie z Mitchell Hall (zwane czasem Old Main), były pierwotną siedzibą College'u Nauczycielskiego Stanu Milwaukee.

### Dziedziniec Zachodni
Dziedziniec Zachodni jest siedzibą College'u Inżynierii i Nauk Stosowanych, znajdującego się w budynku EMS, College'u Pielęgniarstwa, znajdującego się po północno-zachodniej stronie w Cunningham Hall, Szkoły Architektury, Urbanistyki i Planowania oraz budynku Fizyki i Chemii po stronie południowej.
Budynek Szkoły Architektury, Urbanistyki i Planowania znajdujący się we wschodniej części Zachodniego Dziedzińca został dobudowany w 1993. Jego powierzchnia wynosi 143 000 stóp kwadratowych, co daje mu miejsce wśród jednych z największych szkół architektonicznych w Stanach Zjednoczonych, wybudowanych w ostatnich 40 latach. Zewnętrzna strona budynku, zaprojektowanego w kształcie litery „L”, ma ściany z cegły zaakcentowane metalowymi panelami i dużymi oknami.
Pełne szklane ściany wychodzące na centralny dziedziniec dają widok na cały dziedziniec z każdego pokoju w budynku. Wewnątrz znajdują się studia projektowania dla studentów, klasy, sala wykładowa, miejsca wystawowe, laboratoria komputerowe, biura, centrum mediów i fotografii oraz centrum badawcze.
Przy Dziedzińcu Zachodnim, między budynkami, znajduje się Engelmann Field – siedziba męskiej i żeńskiej drużyny piłkarskiej Milwaukee Panthers. Budynek-stadion o pojemności 2000 widzów wybudowano w 1973.

## Historia
Historia uniwersytetu rozpoczyna się 5 lutego 1849, kiedy to 17 chłopców przyjechało do Madison Female Academy by wypożyczyć jedną z klas. Data ta jest obecnie świętowana w Wisconsin jako Dzień Założycieli. W lipcu tego samego roku został założony Uniwersytet Wisconsin. Edukacja wyższa rozpoczęła się w Milwaukee w 1885, z chwilą ufundowania Stanowej Szkoły Powszechnej.
Pod koniec 1956, w wyniku połączenia starego Uniwersytetu Wisconsin i Wisconsin State College Milwaukee (następcy Stanowej Szkoły Powszechnej), powstał Uniwersytet Wisconsin w Milwaukee.

### Wczesna historia uniwersytetu
W 1880 stan Wisconsin, na skutek rosnącego popytu na wyższą edukację, złożył wniosek do Rady Regentów Szkół Powszechnych o stworzenie szkoły wyższej w obszarze miasta Milwaukee.
Powszechna Stanowa Szkoła w Milwaukee powstała w 1885, w pobliżu ulic 18. i Wells. Jej prezydentem był John J. Mapel. Przez następne 42 lata szkoła miała siedmiu prezydentów, do programu nauczania dodała program muzyczny czy program siedmiu sztuk wyzwolonych. W 1909 roku uczelnia przeniosła się do obecnej siedziby.
W 1927 szkoła zmieniła nazwę na Stanowy College Nauczycielski Milwaukee. W 1937 porzucono czteroletni program nauczania i zaoferowano program czteroletnich studiów licencjackich. Po II wojnie światowej szkoła oferowała już program studiów doktoranckich. W 1946 posadę rektora college’u objął J. Martin Klotsche i funkcję tę piastował do 1973. W 1951 szkoła ponownie zmieniła nazwę, na Wisconsin State College of Milwaukee, a pięć lat później stała się częścią Uniwersytetu Wisconsin.
Nowy uniwersytet składał się z miasteczka uniwersyteckiego położonego blisko jeziora i Uniwersytetu Wisconsin połączonego z dolnym Milwaukee. Pierwsza ceremonia nadania stopnia naukowego Uniwersytetu Wisconsin w Milwaukee odbyła się 16 czerwca 1957. W roku następnym, 13 czerwca, burmistrz Frank P. Zeidler jako pierwszy otrzymał honorowy doktorat od uniwersytetu. W 1988 wyznaczono osiem Centrów Doskonalenia.

## Lekkoatletyka
Uniwersytet Wisconsin w Milwaukee i jego poprzednie instytucje miały w swojej historii trzy maskotki i nazwy: Green Gulls (Zielone Mewy) (1910–1956), Cardinals (Kardynałowie) (1956–1964) i Pantery (od 1964).
Milwaukee rywalizuje w dziewięciu rozgrywkach Horizon League, której stali się członkiem w 1994. Odkąd podniesiono poziom I ligi dla wszystkich sportów NCAA w sezonie 1990/1991, Pantery Milwaukee szybko urosły do liczącego się zespołu sportowego (głównie w koszykówce i piłce nożnej). W sumie 15 zespołów Panter rywalizuje na poziomie NCAA. Inne dyscypliny, w których rywalizują drużyny uniwersytetu, to: baseball, piłka siatkowa, biegi przełajowe, męska i żeńska lekkoatletyka halowa, męska i żeńska reprezentacja w pływaniu, nurkowaniu i żeńska reprezentacja w tenisa.
Męski zespół w baseballu i żeńska drużyna siatkówki cieszyły się w ostatnich latach sukcesami. Bejsboliści wygrali sześć z dziewięciu ostatnich sezonów i występowali w trzech Turniejach NCAA. Zespół siatkarzy zakwalifikował się do sześciu z ostatnich dziewięciu Turniejów NCAA i ustanowił rekord w całej historii rozgrywek: 867-477-7 (pod koniec sezonu 2006).

## Życie studenckie

### Domy
Sandburg Halls jest największym studenckim akademikiem w miasteczku uniwersyteckim. Jest to kompleks czterech wieżowców z 2700 mieszkaniami. W budynkach znajdują się bary samoobsługowe, centrum rekreacji, kawiarnie, laboratoria komputerowe oraz kino.
W otworzonym w ostatnich latach Kenilworth Square, znajdującym się na południe od głównego miasteczka uniwersyteckiego, znajdują się apartamenty dla około 375 absolwentów i starszych studentów. W 2008 roku została otwarta rezydencja RiverView Residence Hall, znajdująca się poza miasteczkiem uniwersyteckim (na North Avenue, blisko Humboldt).

### Media
Na terenie uniwersytetu działa kilka mediów informacyjnych. Istnieją dwie gazetki studenckie Post i Leader. Post jest tygodnikiem wydawanym niezależnie przez studentów. Leader jest gazetą poruszającą tematykę sztuki i rozrywki, wydawana jest w każda środę. Studenci redagują również Front Page Milwaukee, która jest gazetą internetową.
Studencki Journalism & Mass Communication, emitowany w PantherVision, jest informacyjnym programem telewizyjnym; oglądalny dzięki Higher Education Cable Consortium dociera do 300 000 gospodarstw domowych w południowo-wschodnim Wisconsin.

### Organizacje studenckie
W miasteczku uniwersyteckim działa ok. 300 studenckich organizacji. Studentów reprezentuje Studenckie Stowarzyszenie Uniwersyteckie (Student Association of the University), które działa wspólnie z władzami uczelni.

## Absolwenci

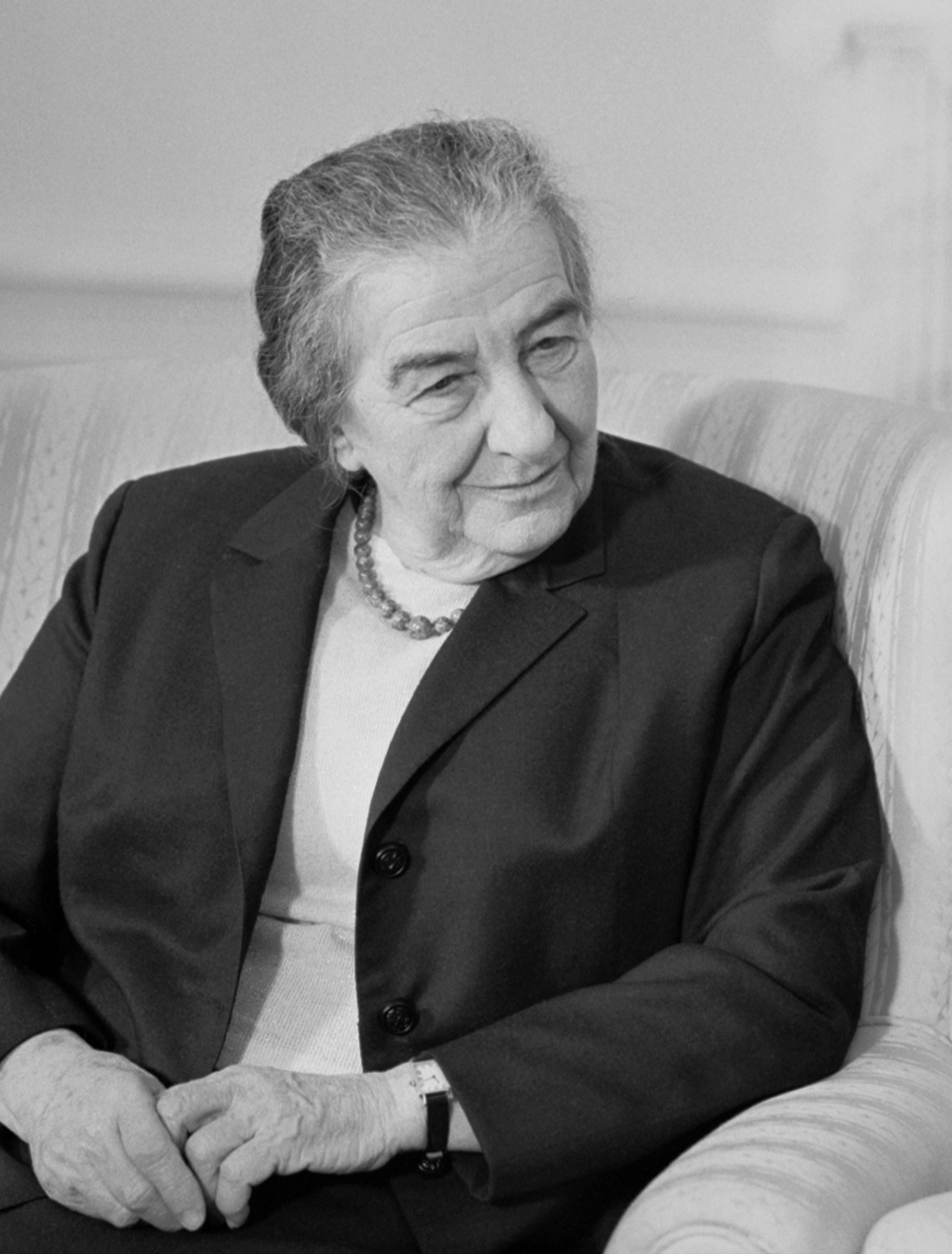
Golda Meir

- Jack Kilby (1950, MS Electronic Engineering) – laureat Nagrody Nobla w dziedzinie fizyki w 2000 roku
- Guy Hoffman – perkusista i gitarzysta grupy muzycznej Violent Femmes
- Jim Rygiel (1977, BFA) – zdobywca Oscara za efekty w trylogii „Władca Pierścieni”
- Alberto Fujimori (1972, MS Mathematics) – prezydent Peru w latach 1990–2000
- Jerry Kleczka – kongresmen w latach 1984–2005
- Golda Meir – izraelski polityk, premier Izraela.
- Robert J. Modrzejewski (1957, BS Education) – U.S. Marine Colonel uhonorowany Medalem Honoru przez prezydenta Lyndona Johnsona w 1968
- Pełna lista absolwentów Uniwersytetu Wisconsin w Milwaukee(inne języki)